# Alfred Stark
Alfred Stark lub Stork (ur. ok. 1923, zm. 28 października 2018) – niemiecki Obergefreiter Wehrmachtu z czasów II wojny światowej skazany za udział w zbrodni wojennej na terenie okupowanej Grecji (masakra na Kefalinii). W 2015 roku został umieszczony na 3. miejscu listy najbardziej poszukiwanych zbrodniarzy nazistowskich Centrum Szymona Wiesenthala.
W 2011 roku włoski sąd skazał zaocznie zamieszkałego w Niemczech, Alfreda Starka na dożywocie za udział w masakrze 117 włoskich żołnierzy w 1943 roku na greckiej wyspie Kefalinia po tym jak nowy rząd Królestwa Włoch, kierowany przez marszałka Pietra Badoglio, wypowiedział wojnę III Rzeszy i Japonii stając się w ten sposób członkiem koalicji antyfaszystowskiej.
28 lutego 2021 roku prokurator generalny Marco de Paolis poinformował, że Alfred Stark zmarł w październiku 2018. Mimo zaocznego wyroku dożywocia, Star uniknął ekstradycji i zmarł 28 października 2018 w Monachium. Należał do ostatnich niemieckich zbrodniarzy wojennych skazanych zaocznie przez włoskie sądy za zbrodnie wojenne popełnione na obywatelach włoskich.  